# Parisotoma notabilis
Parisotoma notabilis (лат.) — вид коллембол из рода Parisotoma, семейства Isotomidae (Anurophorinae).

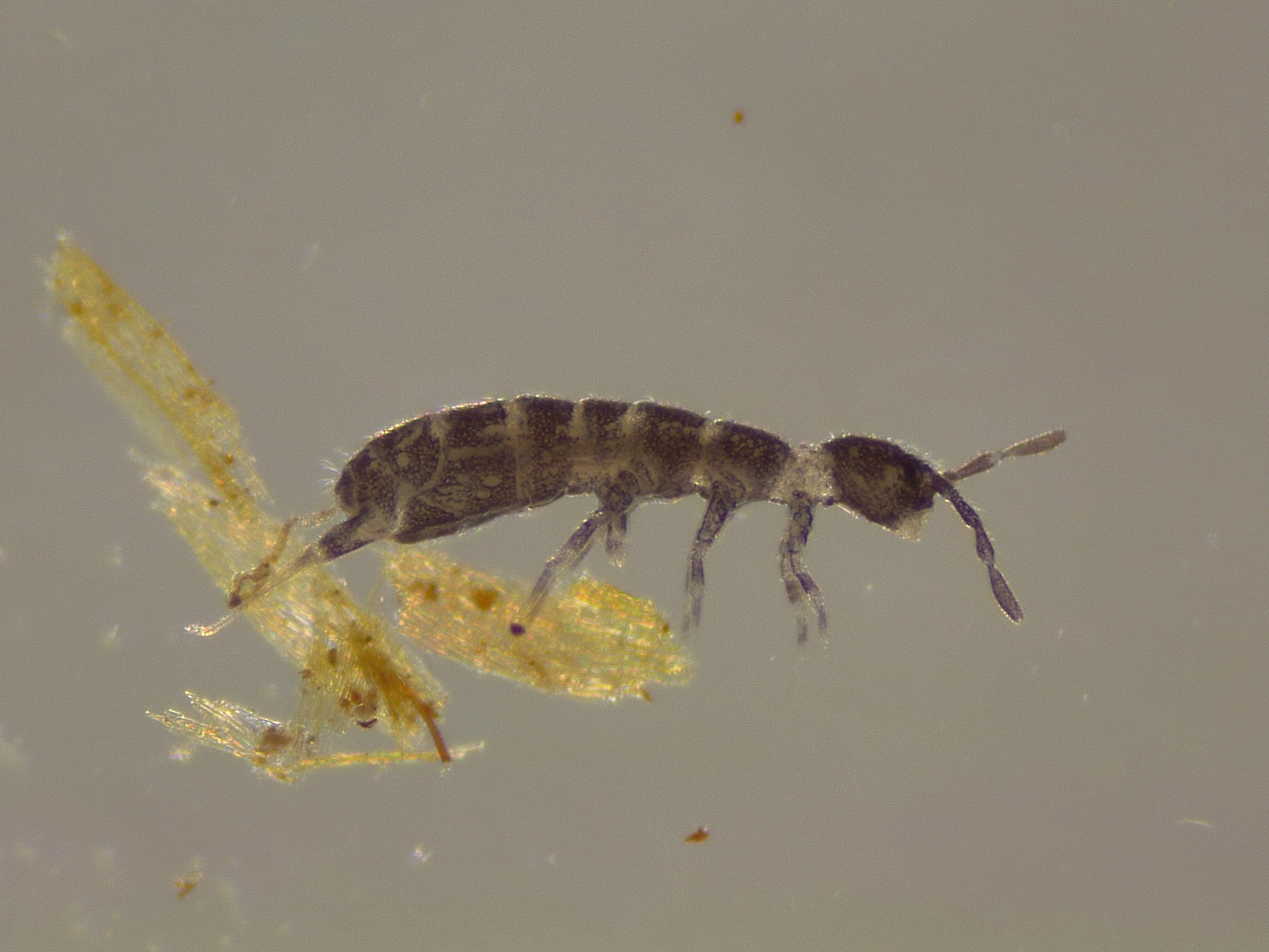

## Описание
Распространённый вид можно найти в Европе и в Северной Америке, с четырьмя различными генетическими линиями.
Вид размножается в основном партеногенезом.